# Muzeul Tatra din Zakopane
Muzeul Tatra este un muzeu de istorie, cultură, natură și etnografie al Poloniei din regiunea Tatra. Sediul principal este situat în Zakopane, Polonia.

## Istorie

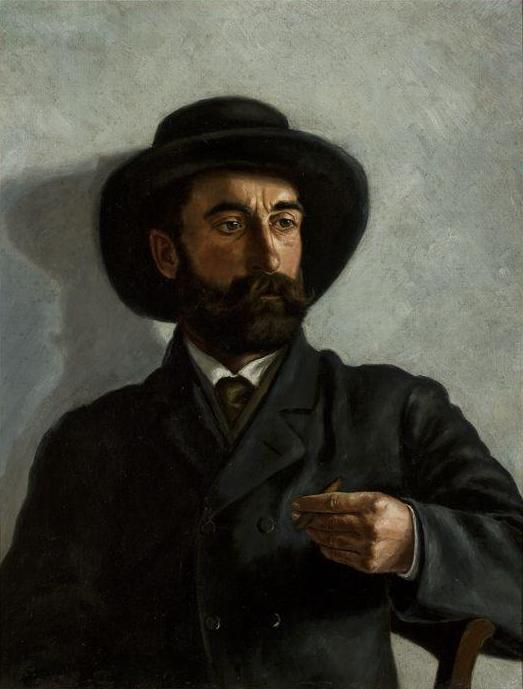
Stanisław Witkiewicz - arhitectul clădirii muzeului și fondator al stilului Zakopane. Aici, într-un auto-portret

Muzeul a fost înființat de către Societatea Muzeul Tatra, iar clădirea care astăzi servește ca sediu principal, situat în centrul orașului Zakopane, pe strada Krupówki nr. 10, a fost proiectat special pentru acest scop de către Stanisław Witkiewicz și Franciszek Mączyński. Clădirea este un exemplu de varietăți de "cărămidă și piatră" a arhitecturii stilului Zakopane. Proiectul a fost pregătit în 1913, iar construcția clădirii a început între 1913 și 1914. Contele Władysław Zamoyski, un membru al Societății Muzeul Tatra, a donat pietrele folosite pentru construcție. După primul război mondial, care a încetinit finalizarea clădirii, lucrările rămase și pregătirile pentru expoziții au fost posibile datorită unui împrumut de la Maria Skłodowska-Curie.

## Colecții și sedii

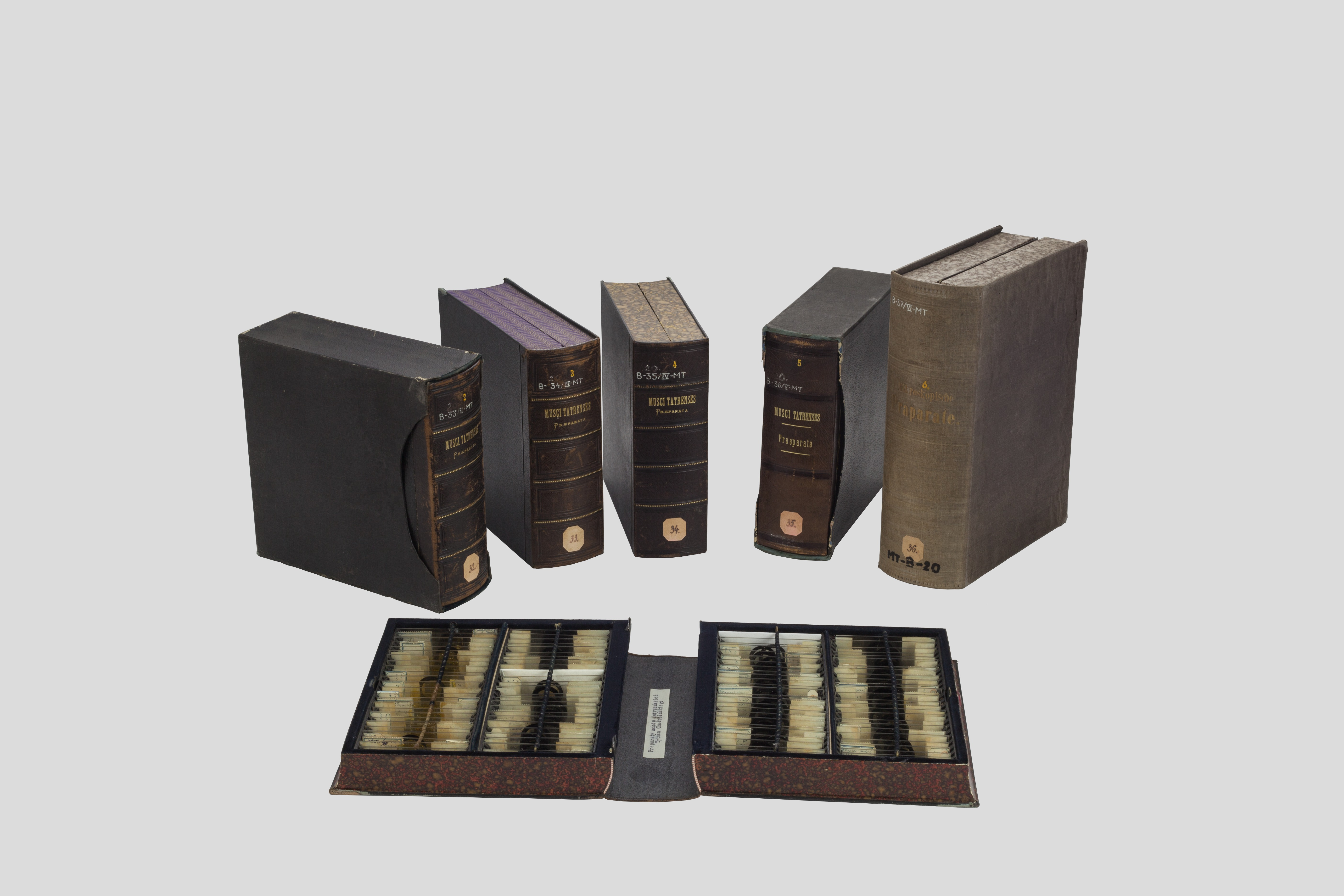
Ierbar cu mușchi din Tatra, de Tytus Chałubiński, colecția de istorie naturală de la Muzeul Tatra din Zakopane

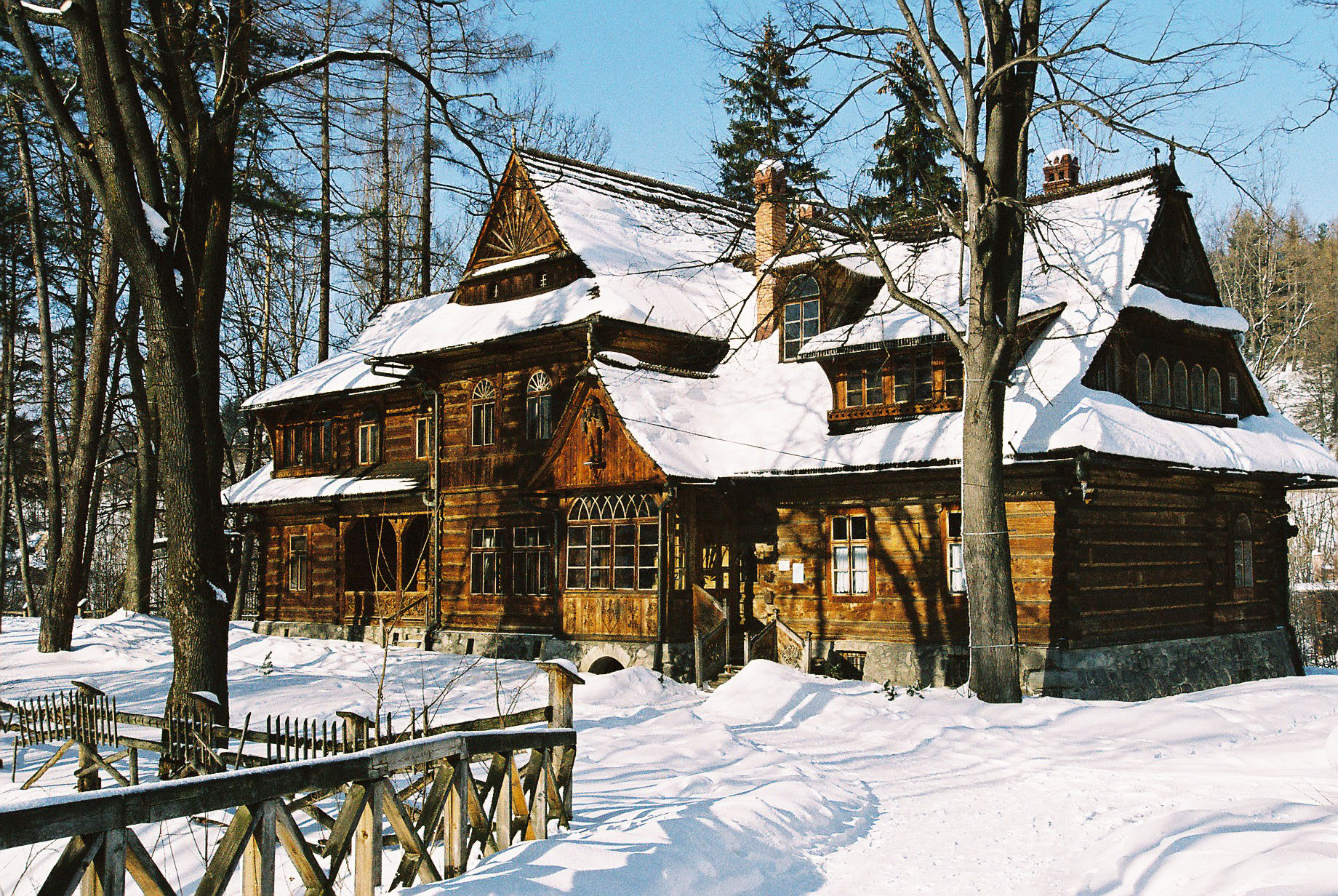
Muzeul Vila Koliba în stilul Zakopane Stil - o filială a Muzeului Tatra din Zakopane

În afară de sediul principal din Zakopane, pe strada Krupówki nr. 10, muzeul are 7 alte filiale în Zakopane și 4 alte filiale situate în Czarna Góra, Jurgów, Chochołów și Łopuszna.
Muzeul deține și prezintă:
- artefacte culturale și etnografice, îmbrăcăminte istorică, mobilier, obiecte de uz casnic, obiecte decorative, pictură pe sticlă
- istorie naturală, flora și fauna din munții Tatra; exponate geologice;
- arte plastice, în principal de pictură și sculptură create în regiunea Podhale.[2]

În afară de sediul principal, în Zakopane mai sunt 11 sedii ale Muzeului Tatra:
- Muzeul Vila Koliba în stilul Zakopane;
- Galeria Władysław Hasior din Zakopane;
- Vila Oksza - galerie de artă din secolul XX;
- Muzeul Kornel Makuszyński;
- Galerie de artă din Koziniec
- Muzeul în stilul Zakopane - sursă de inspirație în Vila Dembowski.[3]

## Expoziții permanente

### Expoziție istorică

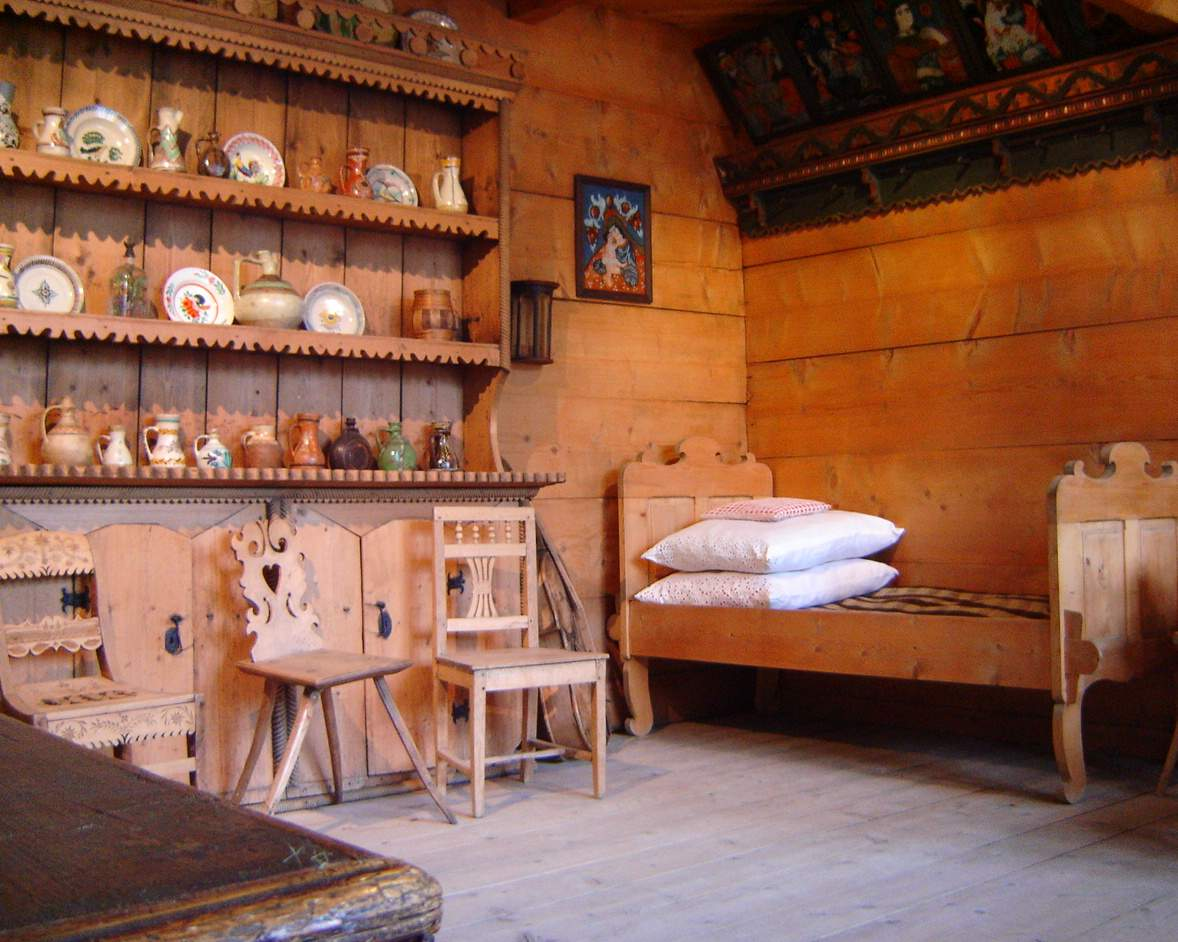
Camera albă, expoziția etnografică

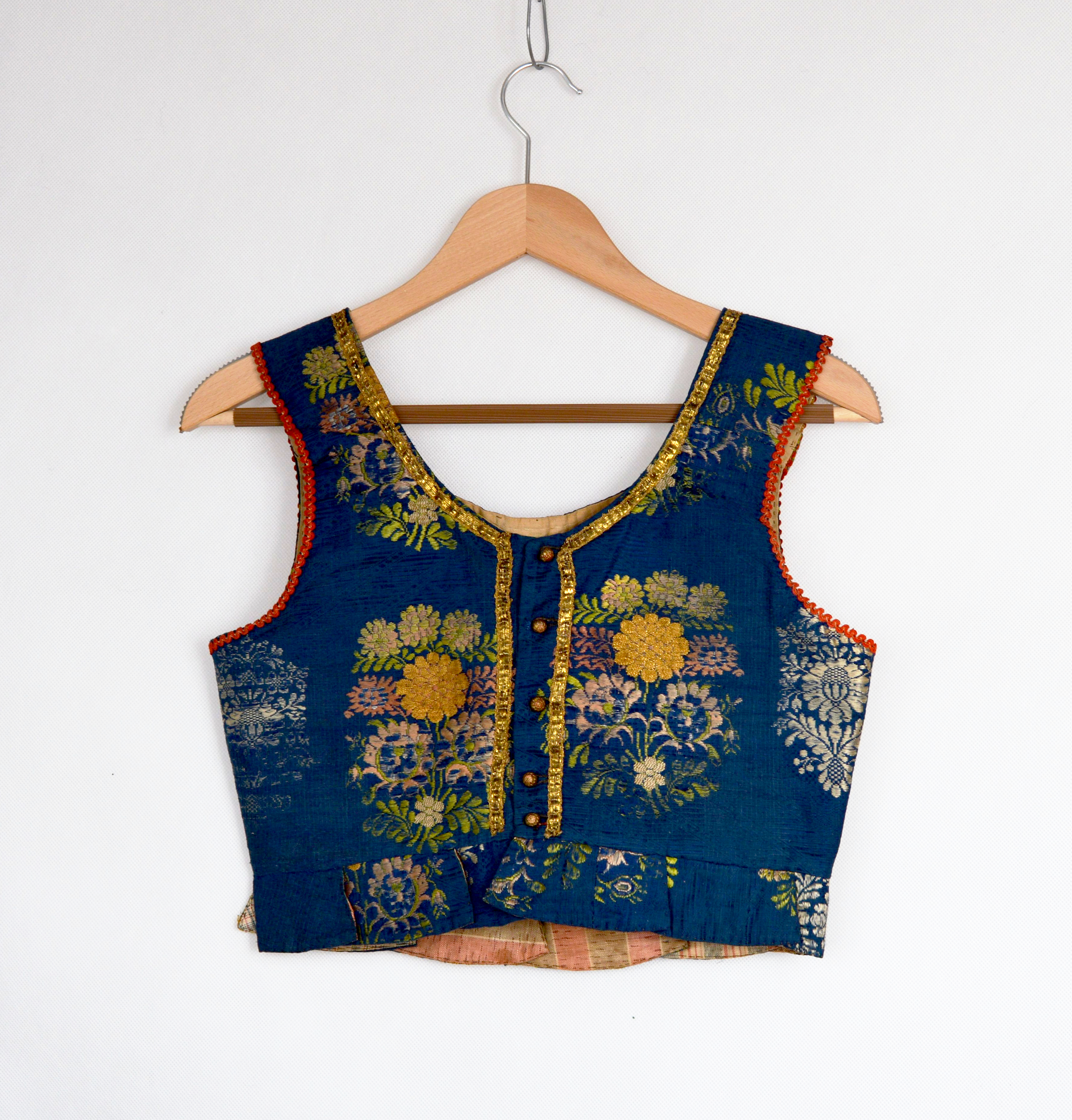
Corset Podhale din secolul al XIX-lea, colecția etnografică a Muzeului Tatra

Clădirea principală găzduiește o expoziție care prezintă istoria regiunii poloneze Tatra. Fotografii, documente de arhivă și publicații prezintă o istorie a regiunii Podhale din timpuri preistorice, prin primele așezări umane, dezvoltarea orașelor și a satelor, dezvoltarea Zakopane dintr-un mic sat într-o stațiune de sănătate și centru de artă și cultură în perioada interbelică. Expoziția prezintă perioada de dezvoltare rapidă a stațiunii Zakopane și apariția unei societăți de artiști activi și activiști sociali în Podhale la sfârșitul secolului al XIX-lea și începutul secolului XX. Tytus Chałubiński, Stanisław Witkiewicz și mulți alți artiști polonezi au ales Zakopane, fascinați de folclorul local și natură. Expoziția urmărește evoluțiile ulterioare ale orașului și a regiunii până în prezent.